# 中部経済新聞社
株式会社中部経済新聞社（ちゅうぶけいざいしんぶんしゃ）は愛知県名古屋市中村区に本社を置く新聞社。中部経済新聞を発行している。

## 概要
1946年（昭和21年）11月の創刊より、日刊経済紙『中部経済新聞』を発行している。名古屋証券取引所に株式上場する企業、ジャスダック上場企業の本決算、中間決算を掲載しており、地元に密着した東海地区の経済紙として知られている。なお、1992年（平成4年）4月より日刊ゲンダイ中部版の発行も行っていたが、2024年（令和6年）3月をもって休刊した。
中部日本新聞社（現・中日新聞社）が創刊に携わった関係で、1970年頃までは中日グループの1社として位置付けられていたが、現在は離脱している。ただし現在でも中日新聞社は若干の株式を保有しており、さらに新聞印刷を同社グループの中日高速オフセット印刷に委託し、宅配も中日新聞販売店が行うなど、現在でも業務面で一定の提携関係は保たれている。
東海地区で広域にわたって経済専門紙を発行しているため、株主にはトヨタ自動車とそのグループ各社・大丸松坂屋百貨店・名古屋鉄道・三菱UFJ銀行をはじめとする地元の有名企業が名を連ねているが、単独で経営に影響力を及ぼすほどの大株主や特定のオーナーはおらず、資本的には地元財界の共同出資会社という意味合いが強い。
所有していた中経ビル（1962年（昭和37年）竣工）および第二中経ビル（1965年（昭和40年）竣工）を解体し、名鉄・東和不動産と共同で「名古屋クロスコートタワー」を建設、2012年（平成24年）6月に完成した。工事期間中の本社機能は、隣接する愛知県産業労働センター内に移転していた。
2015年（平成27年）まで『中部経済新聞』の縮刷版も発行していた。
角川グループホールディングス傘下の出版社（後に、KADOKAWAのブランドカンパニー）であった中経出版とは無関係。

## 主な事業所

### 本社
- 〒450-8561　愛知県名古屋市中村区名駅4-4-10（名古屋クロスコートタワー）

### 支社
- 東京支社（東京都中央区銀座）
- 尾張支社（愛知県一宮市）
- 三河支社（愛知県岡崎市）
- 岐阜支社（岐阜県岐阜市）
- 三重支社（三重県津市）

### 支局
- 尾東支局（愛知県春日井市）
- 半田支局（愛知県半田市）
- 刈谷支局（愛知県刈谷市）
- 三遠支局（愛知県豊橋市）
- 西濃支局（岐阜県大垣市）
- 東濃支局（岐阜県多治見市）
- 四日市支局（三重県四日市市）

### 印刷工場
- 前並工場（愛知県名古屋市中川区前並町） - 2008年（平成20年）に閉鎖。

## 沿革
- 1946年（昭和21年）11月1日 - 中部経済新聞創刊。
- 1947年（昭和22年）3月31日 - 設立。
- 1949年（昭和24年）6月 - 中部経済会館完成。
- 1956年（昭和31年）1月 - 創刊10周年記念式典開催。
- 1960年（昭和35年）8月 - 紙齢5,000号発行。
- 1962年（昭和37年）9月 - 中経ビル完成。
- 1971年（昭和46年）8月 - 中部地区初の「’71建築総合展」開催。
- 1974年（昭和49年）6月 - 紙齢10,000号発行。
- 1979年（昭和54年）11月 - 第1回「ナゴヤモーターフェスティバル」（現・名古屋モーターショー）開催。
- 1980年（昭和55年）4月 - 中部経済新聞縮刷版の制作、販売開始。
- 1990年（平成2年）3月 - 紙齢15,000号発行。
- 1991年（平成3年）11月 - 創刊45周年記念式典開催。
- 1992年（平成4年）4月 - 日刊ゲンダイ中部版創刊。
- 1996年（平成8年）11月 - 創刊50周年記念式典開催。
- 2001年（平成13年）11月 - 創刊55周年記念式典開催。
- 2005年（平成17年）11月 - 紙齢20,000号発行。
- 2006年（平成18年）11月 - 創刊60周年記念式典開催。
- 2011年（平成23年）11月 - 創刊65周年記念式典開催。
- 2012年（平成24年）7月 - 新本社ビル「名古屋クロスコートタワー」竣工。
- 2024年（令和6年) 3月30日 - この日発行された4月1日号をもって、日刊ゲンダイ中部版は休刊[1]。ゲンダイ事業から撤退。

## 発行している新聞
- 中部経済新聞

## 主なイベント事業
- 名古屋モーターショー - 2年に1度、ポートメッセなごやで開催。
- 夏山フェスタ - 2013年（平成25年）から毎年6月に愛知県産業労働センター（ウインクあいち）で開催されている山岳関連総合イベント。全国「山の日」協議会と中部経済新聞社で構成される夏山フェスタ実行委員会が主催している[2]。